# 阿布·哈桑·阿里·本·奥斯曼
阿布·哈桑·阿里·本·奥斯曼（阿拉伯語：أبو الحسن علي بن عثمان；约1297年—1351年5月24日），摩洛哥马林王朝苏丹，1331年至1348年在位。
阿布·哈桑治下，马林王朝一度统治特莱姆森和易弗里基叶（今日的阿尔及利亚和突尼斯），疆域可与穆瓦希德王朝极盛时期相比，并在1333年占领直布罗陀。然而，阿布·哈桑在其统治末年，发生部落叛乱，撤退途中遭遇海难，逐步失去支持，其子阿布·伊南·法里斯趁机夺位，阿布·哈桑陷入流亡，并在大阿特拉斯山区丧命。

## 早年生平
阿布·哈桑是苏丹阿布·赛义德·奥斯曼·本·雅各布之子，母亲是阿比西尼亚人，一说其名为法蒂玛，来自非斯，是否为正室仍不明。由于有东非血统，阿布·哈桑肤色偏黑，有“黑苏丹”的绰号。阿布·哈桑的王后是哈夫斯王朝公主法蒂玛，两王朝亦因而结盟得以共同对抗特莱姆森的扎扬王朝。

## 征战

### 直布罗陀
1309年，卡斯蒂利亚国王斐迪南四世率军击败格拉纳达军队，夺取有“胜利之城”（Medinat al-Fath）之称的直布罗陀。1333年，格拉纳达埃米尔穆罕默德四世向阿布·哈桑求援，请求派兵共同对抗天主教徒，于是阿布·哈桑派其子阿卜杜勒-马利克·阿卜杜勒-瓦希德率军渡过直布罗陀海峡，于1333年2月，在阿尔赫西拉斯同格拉纳达军队会师，进攻直布罗陀，史称第三次围攻直布罗陀。
彼时正值卡斯蒂利亚国王阿方索十一世加冕，守军措手不及，迟迟不得援助。到1333年6月中旬，守军弹尽粮绝，军民饥饿不堪，有人被迫啃食盾牌、腰带、鞋子的皮革求生。6月17日，守将巴斯科·佩雷斯（Vasco Perez）投降，阿卜杜勒-马利克敬佩守军虽孤立无援，但仍顽强坚守，致使他久攻不下，于是应允守军体面撤出。攻占直布罗陀的音讯传到摩洛哥，民众欢腾。
马林王朝经此一役，威望甚重，引起格拉纳达朝臣忌惮，仅四个月后，穆哈默德四世即遭贵族刺杀。阿布·哈桑当时正在特莱姆森率军作战，未能顾及此乱局，穆罕默德之弟优素福即位格拉纳达埃米尔，但仍维持盟约。1334年2月26日，卡斯蒂利亚、格拉纳达、摩洛哥三国使臣在非斯签署和约，为期四年。

### 特莱姆森

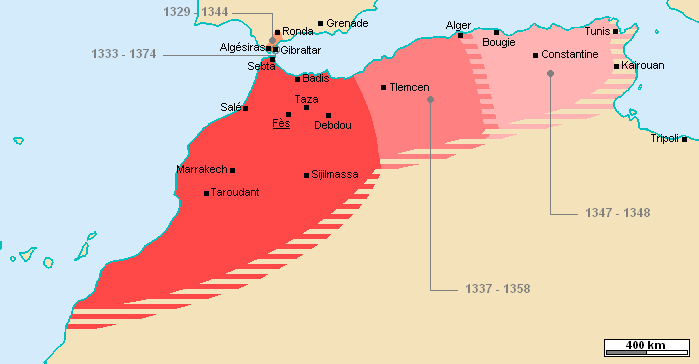
1348年，阿布·哈桑治下的马林王朝极盛时期疆域

1334年，易弗里基叶的哈夫斯王朝遭特莱姆森扎扬王朝入侵，向阿布·哈桑求援，特莱姆森军队已进占贝贾亚、突尼斯，哈夫斯王朝君主阿布·叶海亚·阿布·贝克尔二世被迫流亡至君士坦丁。阿布·哈桑的王后法蒂玛来自哈夫斯王朝，因而阿布·哈桑同意就此出兵。
1335年初，阿布·哈桑率军从西向入侵特莱姆森，还派海军船队在特莱姆森东向协助哈夫斯王朝，迫使特莱姆森军队撤至特莱姆森城内，于是开启旷日持久的特莱姆森围城战，攻城大军营地甚广，几乎形成一座卫星城镇。1336年或1337年，阿布·哈桑的兄弟阿布·阿里在摩洛哥南部錫吉勒馬薩起兵叛乱，为了移师平叛，特莱姆森围城一度告一段落。1337年5月，经过两年围攻，特莱姆森终于陷落，扎扬王朝君主伊本·塔什芬阵亡，王族亦悉数处决，特莱姆森就此亡国。埃及、格拉纳达、突尼斯、马里等诸国使节皆致以祝贺，摩洛哥完全掌控跨撒哈拉商路，国力空前强盛。

### 塔里法
1339年，格拉纳达埃米尔优素福一世再度求援，以趁势征伐卡斯蒂利亚，阿布·哈桑于是下令派大军北上。有此强敌来犯，原本不和的卡斯蒂利亚国王阿方索十一世和葡萄牙国王阿方索四世决定联手抵抗。
1340年4月，卡斯蒂利亚海军上将阿隆索·霍夫雷·特诺里奥率舰队出击，他麾下共约32艘桨帆船，意图袭击正在休达休整的摩洛哥舰队。马林王朝舰队由穆罕默德·本·阿里·阿扎菲（Muhammad ibn Ali al-Azafi）指挥。1340年4月5日，两军在直布罗陀近海交战，卡斯蒂利亚舰队几近覆没。特诺里奥阵亡，仅余下五艘桨帆船撤离战场。
阿布·哈桑见海路扫清，于是在1340年从容下令大军渡海，登陆阿尔赫西拉斯。9月，和格拉纳达军队会合，向塔里法进发。阿方索十一世于是向岳父、葡萄牙国王阿方索四世求助，1340年10月，曼努埃尔·佩萨尼亚指挥葡萄牙舰队和租赁来的热那亚舰队抵达塔里法，切断海峡补给线。葡萄牙军队也自陆路和卡斯蒂利亚军队在塞维利亚一带会师。1340年10月，双方爆发里奥萨拉多战役，摩洛哥和格拉纳达联军不敌，被迫回撤至阿尔赫西拉斯。经此一役，阿布·哈桑在伊比利亚半岛的征战就此结束。1344年3月，卡斯蒂利亚军队更轻易攻占阿尔赫西拉斯。

### 易弗里基叶
1346年，哈夫斯王朝苏丹阿布·贝克尔离世，掀起王位继承争端，有多个觊觎者请求马林王朝援助。1347年初，阿布·哈桑率军进入易弗里基叶，并在9月占领突尼斯城。就此，摩洛哥、特莱姆森和易弗里基叶皆归属于马林王朝统治，可谓统一了马格里布地区，疆域可与穆瓦希德王朝极盛时相比。

## 叛乱和败亡

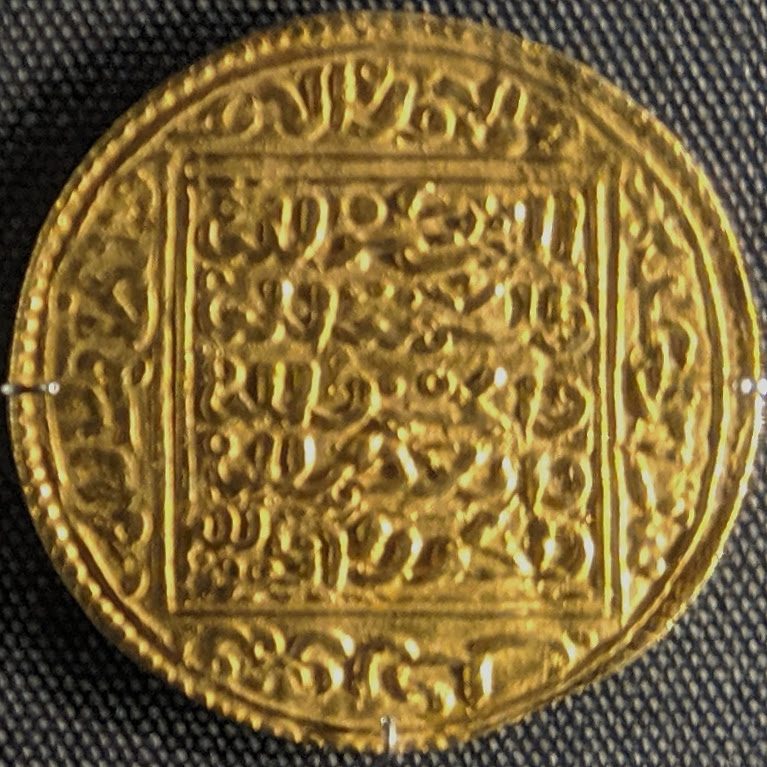
阿布·哈桑在位期间铸造的第纳尔

阿布·哈桑强势对待治下各个阿拉伯部落，部落领袖多有不满，最终叛乱，于1348年4月，在凯鲁万击败了阿布·哈桑的军队。阿布·哈桑之子阿布·伊南·法里斯是时任特莱姆森总督，他闻讯返回非斯，自封苏丹。特莱姆森及马格里布中部各地相继爆发叛乱，叛党拥立扎扬王朝的阿布·赛义德·奥斯曼二世（Abu Sa'id Uthman II），在特莱姆森复辟。
阿布·哈桑舰队在返航途中遇上风暴，于贝贾亚一带失事，阿布·哈桑被困在敌境腹地。他逃脱追捕，前往阿尔及尔同支持者会合，并集结军队，意图收复特莱姆森，不料在契立夫河一带遭扎扬王朝的部队击败。阿布·哈桑大为失势，流亡至南部的錫吉勒馬薩，想要东山再起，但仍不敌儿子阿布·伊南的部队，又逃亡至马拉喀什。1350年5月，阿布·伊南在乌姆拉比亚河河畔击败阿布·哈桑，最终他只得逃往阿特拉斯山区，求欣塔塔部落庇护。阿布·哈桑此时已是穷途末路，疾病缠身，最终在1350年底至1351年初认输屈服，并在1351年5月于藏身处离世。阿布·伊南将他的遗体移至沙拉的马林王朝王陵埋葬，据称还举行了盛大的葬礼和追悼式。
1352年，阿布·伊南·法里斯收复特莱姆森和马格里布中部地区，并在1353年收复贝贾亚，1357年夺回突尼斯城。1358年，又因阿拉伯部落叛乱，他被迫返回都城非斯，由维齐尔下令处死。

### 书目
- Empey, Heather J. . Gordon, Matthew; Hain, Kathryn A.  (编). . Oxford University Press. 2017: 149. ISBN 978-0-19-062218-3.
- Fa, Darren; Finlayson, Clive. . Oxford: Osprey Publishing. 2006. ISBN 1-84603016-1.
- Fage, John Donnelly; Oliver, Roland Anthony.  3. Cambridge University Press. 1975: 356. ISBN 978-0-521-20981-6.
- Hills, George. . London: Robert Hale & Company. 1974. ISBN 0-7091-4352-4.
- Julien, Andre. . 1961.
- Niane, Djibril Tamsir. . 4: Africa from the Twelfth to the Sixteenth Century. University of California Press. 1984: 93. ISBN 978-0-435-94810-8.
- Mack, Merav; Balint, Benjamin. . Yale University Press. 2019: 62. ISBN 978-0-300-22285-2.
- O'Callaghan, Joseph F. . University of Pennsylvania Press. 2011: 163. ISBN 978-0-8122-0463-6.
- Tarabulsi, Hasna. . . Fundación El legado andalusí. 2006. ISBN 978-84-96556-34-8.